# Rancho Kalkoven
De Rancho-kalkoven aan de Ranchostraat in Oranjestad is de enige overgebleven kalkoven op Aruba. De kalkoven staat op de monumentenlijst van Aruba en is eigendom van de Stichting Monumentenfonds Aruba. Het is een van de belangrijkste industriële monumenten van Aruba.

## Geschiedenis
Voor de import van cement op Aruba rond 1920 werden gebouwen op Aruba met kalk gebouwd. Kalk werd op Aruba gewonnen uit koraalgesteente (caliche), rotsblokken en schelpen die drie dagen lang in ovens werden gebrand. Koraalstenen en schelpen werden verpulverd en verbrand, waarna water werd toegevoegd om kalk te maken. De kalk werd vervolgens gemengd met klei, zand en water en gebruikt om de lokale huizen en gebouwen te pleisteren en te schilderen. Het verbranden van kalksteen vond vaak plaats in tijdelijke ovens, een kuil in de grond waar kalksteen op hout werd gestapeld tot een stapel van drie meter hoog. Het aansteken van het hout betekende een enorm feest voor honderden toeschouwers die zich verzamelden om muziek te maken en rond het vuur te dansen.
In de afgelopen eeuwen zijn op verschillende plaatsen op Aruba kalkovens gevonden, in het Papiaments bekend als forno di kalki. Ze werden overal waar schelpen en koraalstenen werden gevonden gebouwd.

## De Rancho-kalkoven
Op de hoek van de Ranchostraat en de Visstraat in de wijk Rancho in Oranjestad, Aruba, staat de laatste gebruikte kalkoven. Het is de enige kalkoven die nog op Aruba bestaat en de best bewaarde in het Caribisch gebied. De Rancho-kalkoven werd gebouwd in 1892 en werd gebruikt tot 1949. De oven werd ontworpen door Santiago Tromp. De oven is 6 meter hoog en heeft een kegelvorm, waarvan het bovenste gedeelte vlakker is, waarop een kleine ronde schoorsteen staat. De omtrek van de oven aan de basis bedraagt ongeveer 23 meter. De muren zijn 50 centimeter dik en werden gemaakt van fossiel gesteente en koraal.
In 1970 werd de kalkoven gerestaureerd en op de monumentenlijst van Aruba geplaatst. In 2019 is een tweede restauratie voltooid.  Er werd een kalklaag op de muren aangebracht voor duurzamer onderhoud; iets wat deze oven oorspronkelijk niet had. 

## Galerij

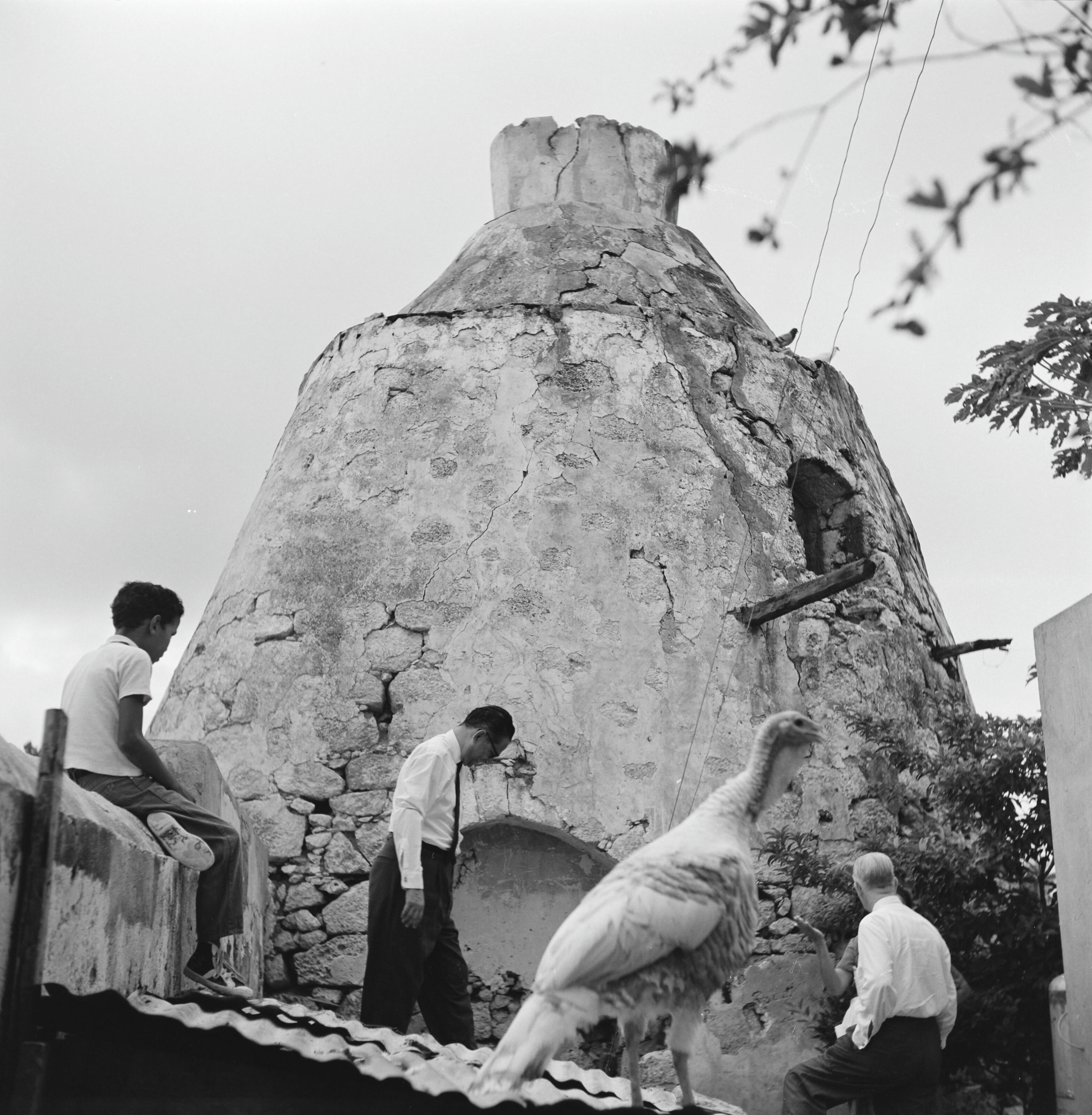
Kalkoven in 1966
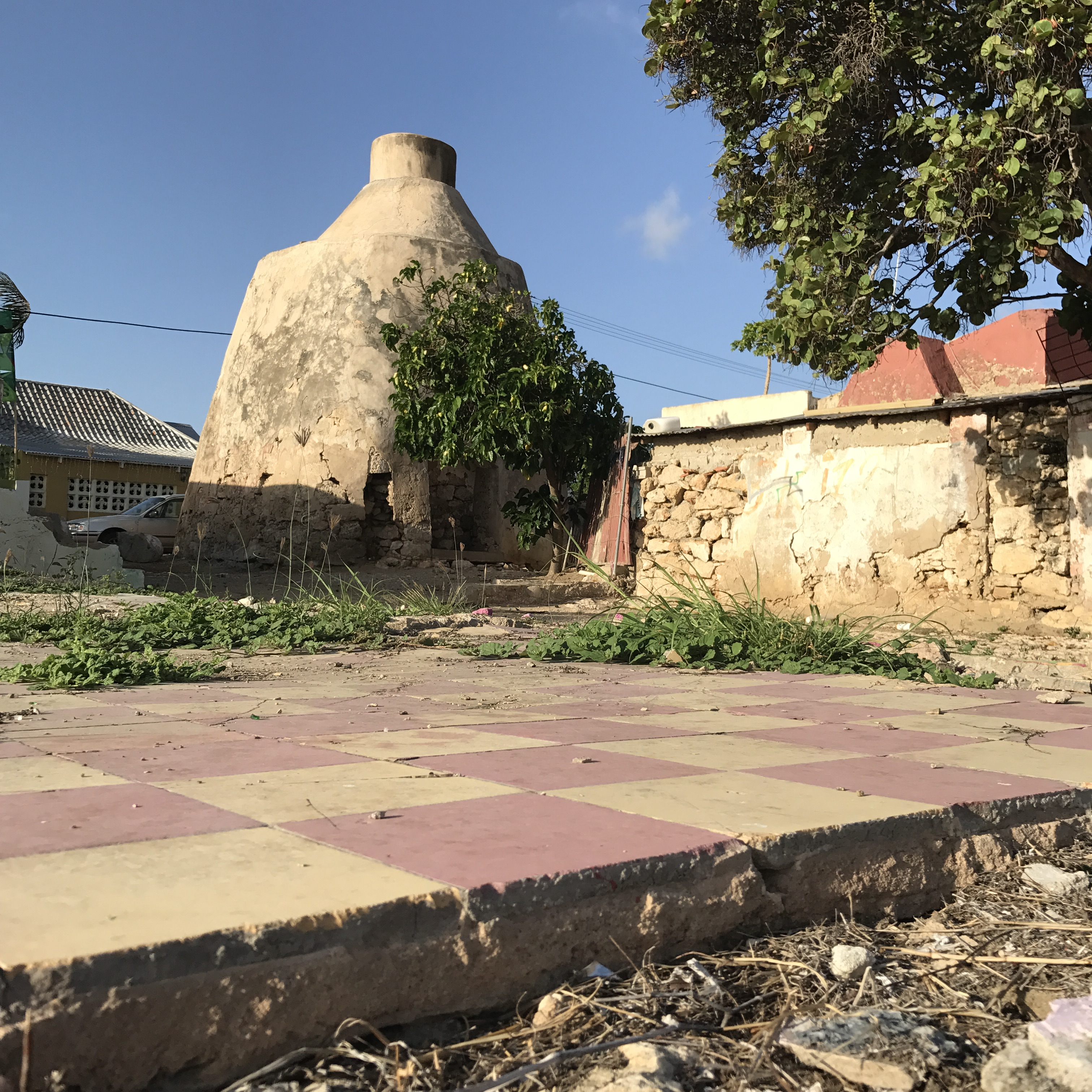
Uitzicht vanaf de Emanstraat
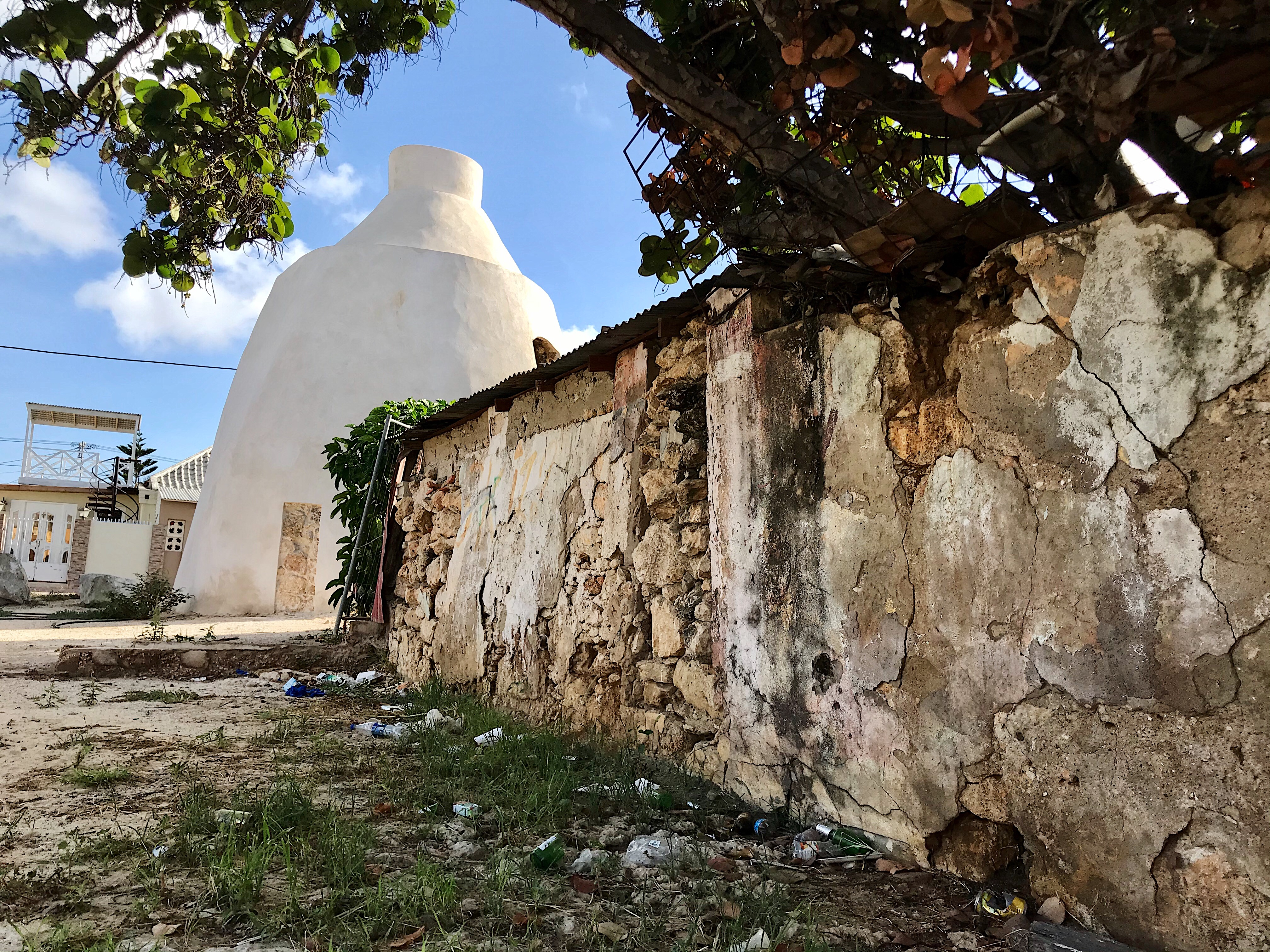
Oven in 2020
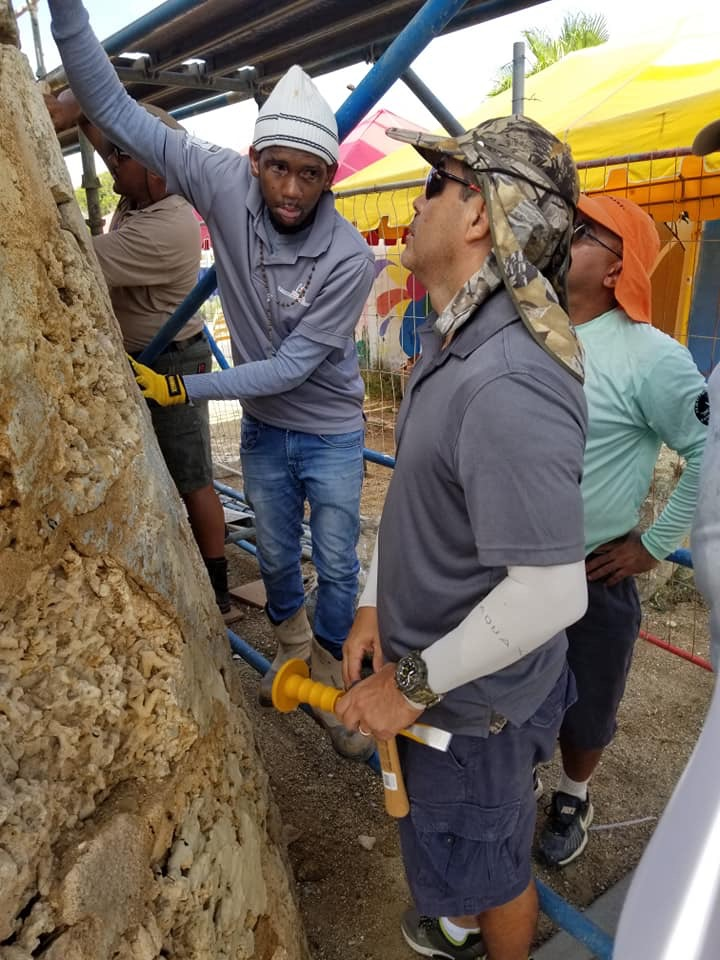
Restauratie in 2020
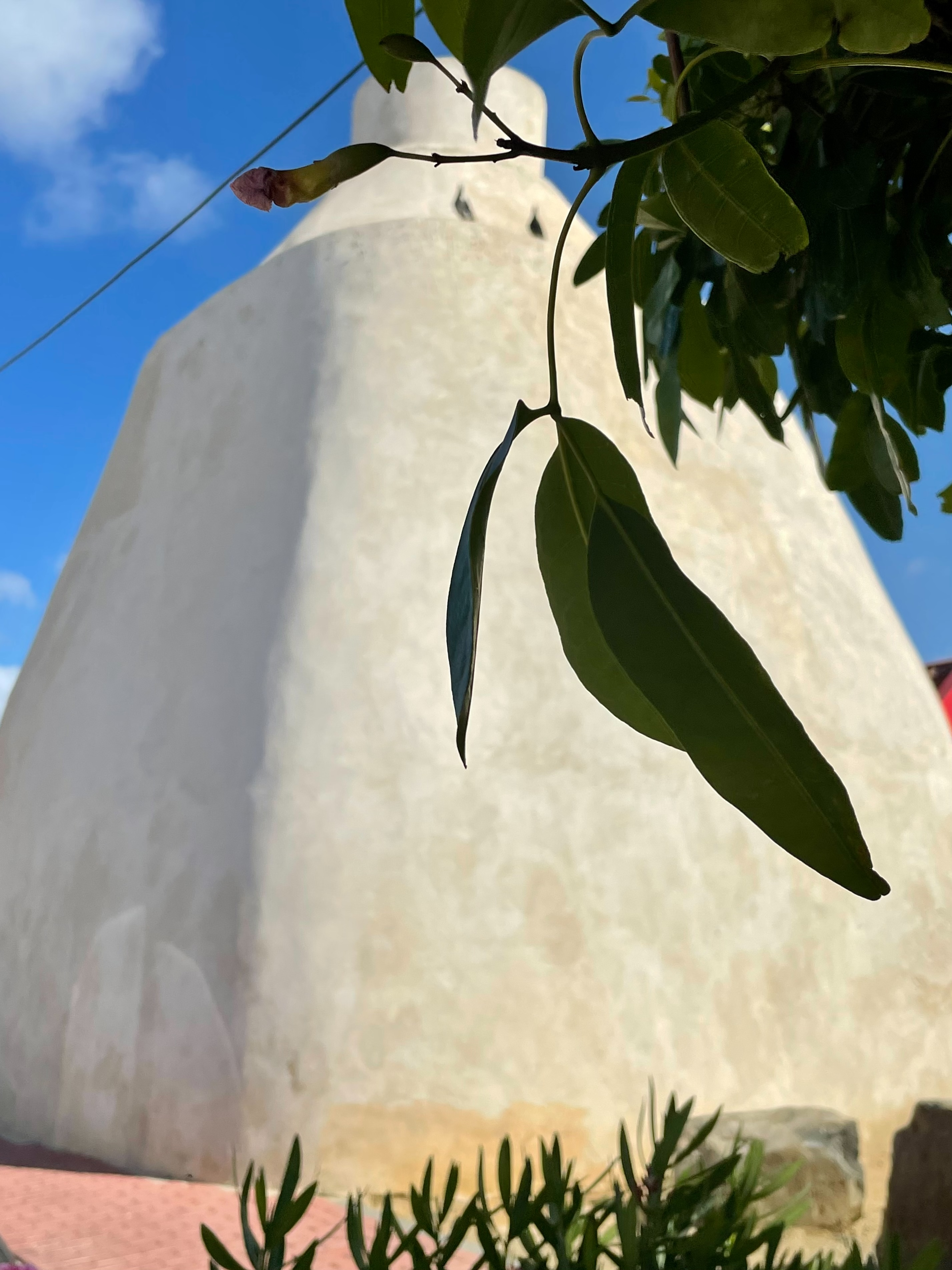
Ovenweergave (2022)
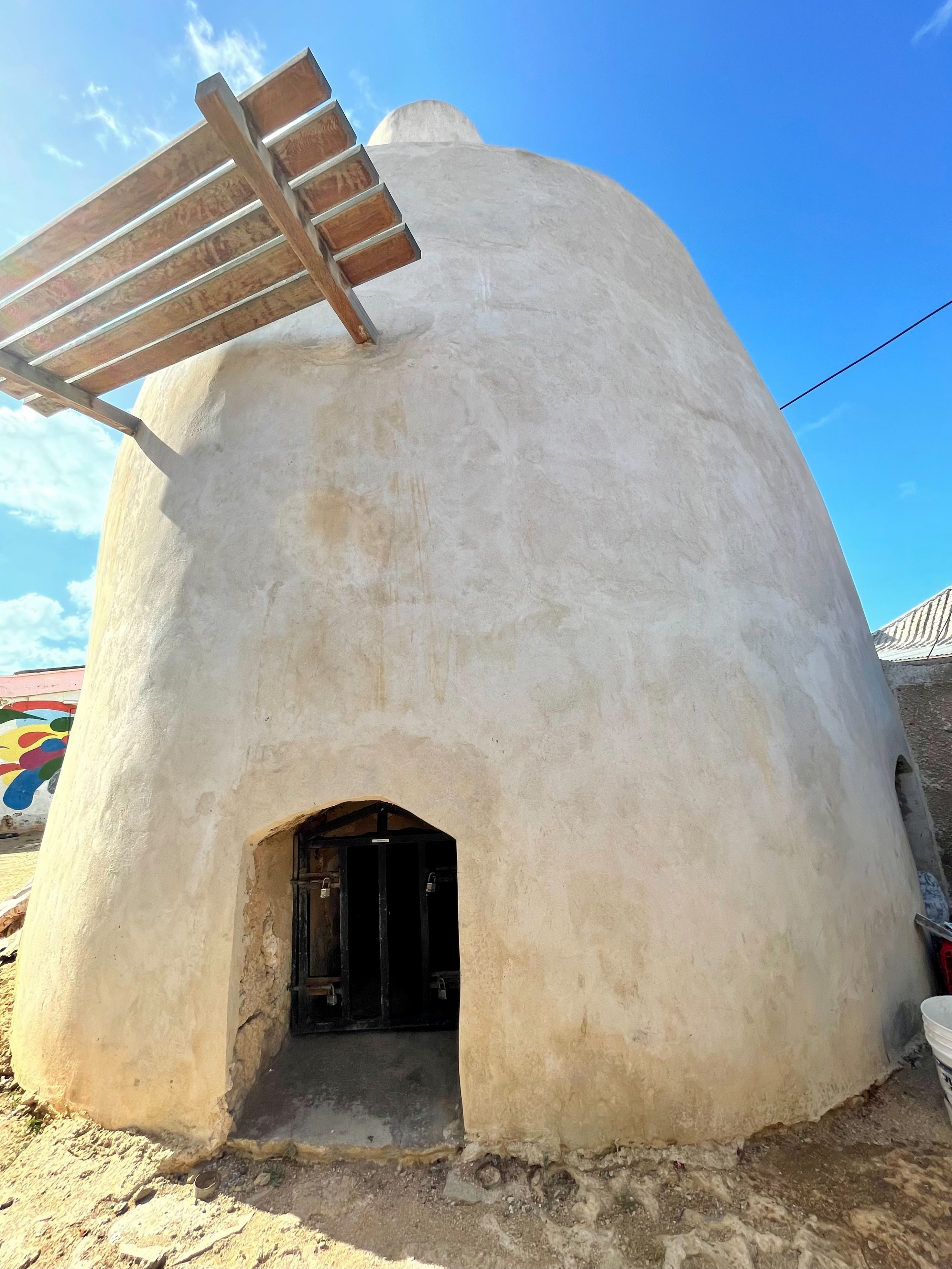
Ovenweergave (2022)
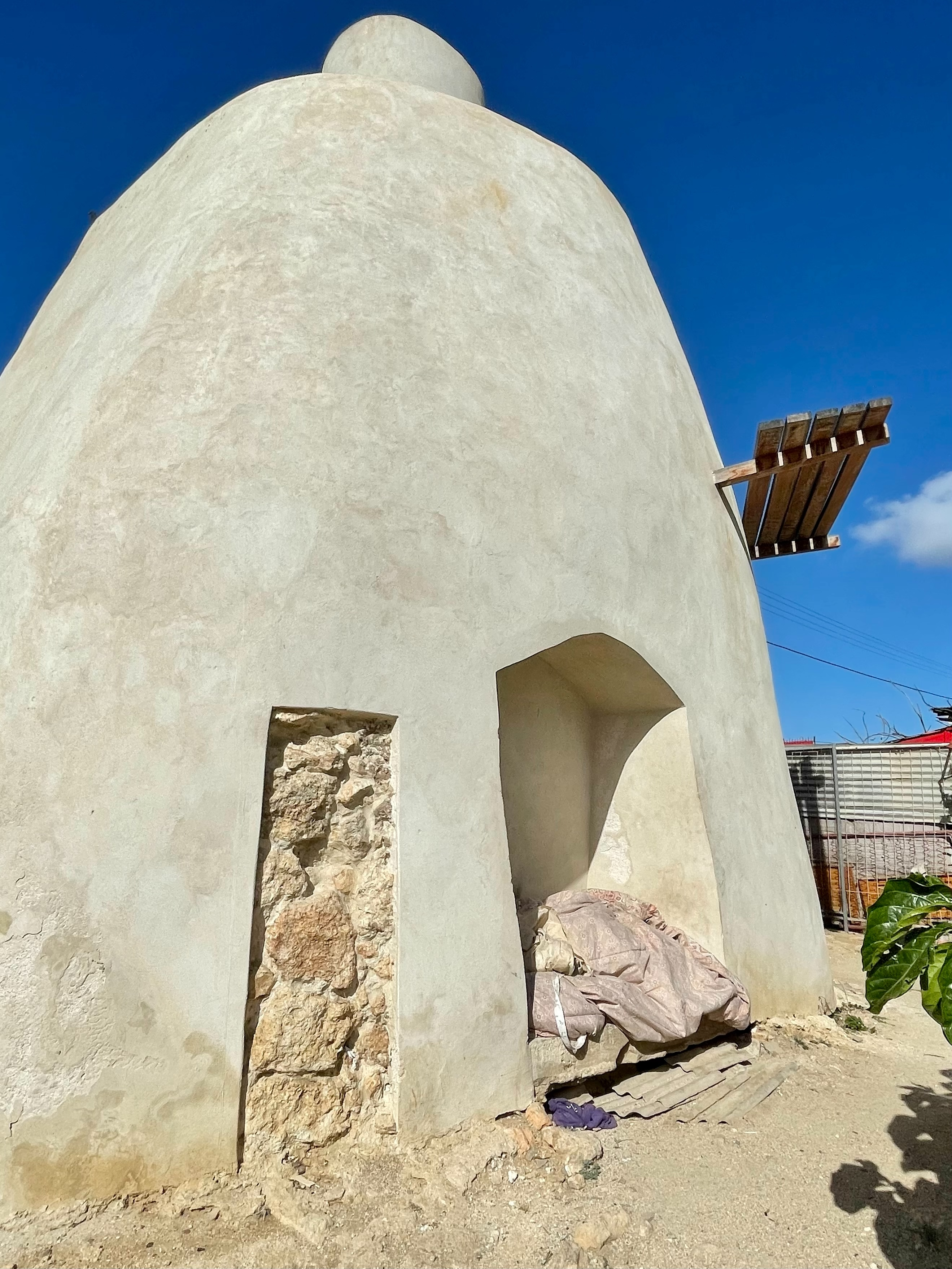
Ovenweergave (2022)
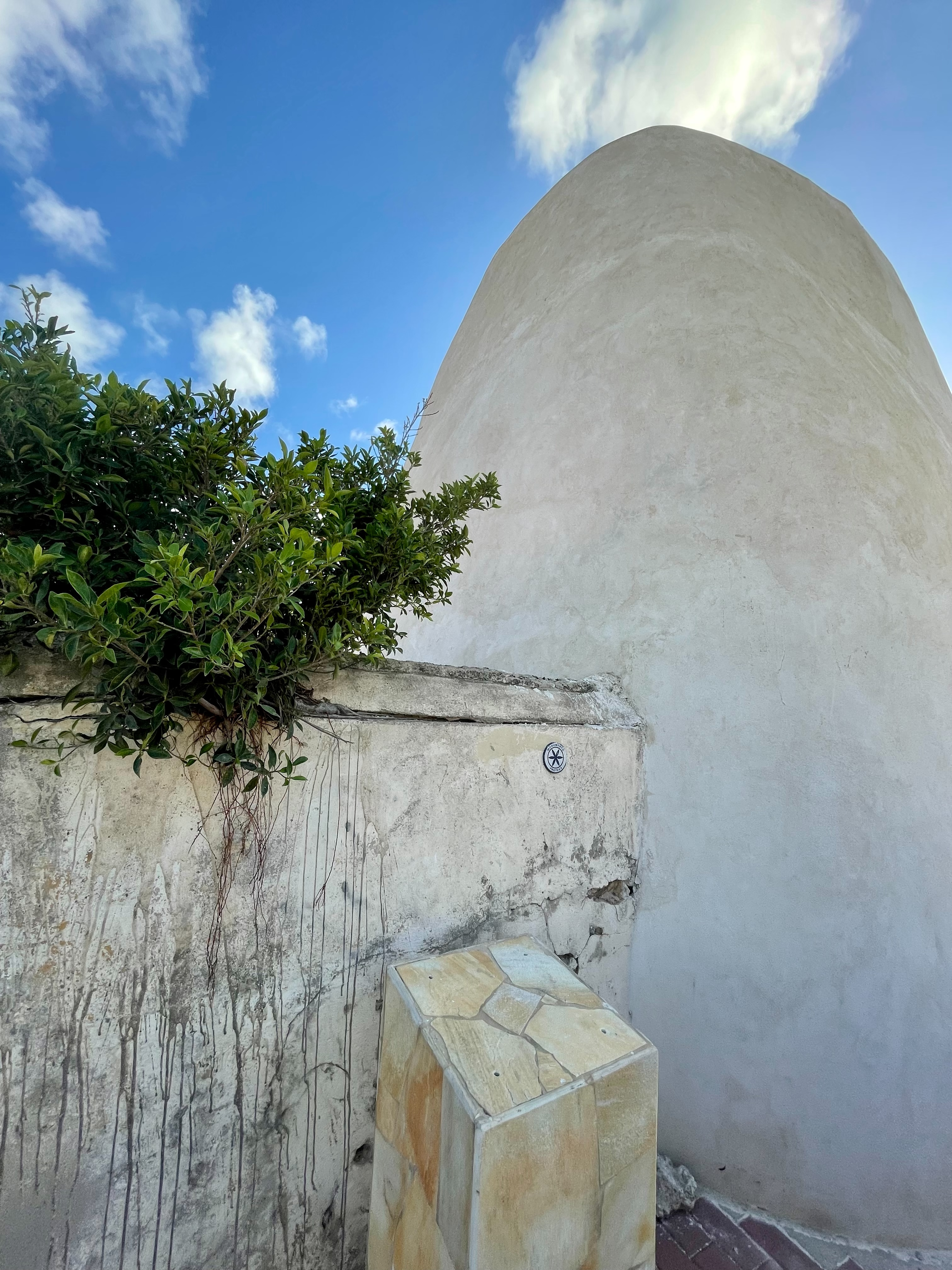
Beschermd monumentenzegel op muur